# Burn to Shine
Albums de Ben Harper & The Innocent Criminals
The Will to Live
(1997) Live from Mars
(2001)
Singles
1. Forgiven[1]
Sortie : 6 septembre 1999
2. Please Bleed[1]
Sortie : 6 septembre 1999
3. Burn to Shine[1]
Sortie : 18 octobre 1999
4. Steal My Kisses[1]
Sortie : 10 avril 2000

Burn to Shine est le quatrième album de Ben Harper et le deuxième en compagnie de The Innocent Criminals. Il est sorti le 21 septembre 1999 sur le label Virgin Records. Il fut produit comme les albums précédents par Jean-Pierre Plunier.

## Historique
Comme son prédécesseur, cet album explore les nombreuses facettes de son auteur compositeur principal, un peu reggae (Steal My Kisses), blues rock (Burn to Shine), rock à la limite du heavy metal (Less), gospel (Show Me a Little Shame) et soul pour les deux dernières chansons de l'album.
Il rencontrera un immense succès en France où il se classa à la deuxième place des charts et deviendra disque de platine (plus de 300 000 albums vendus). Il se vendra aussi très bien aux États-Unis, Canada et Australie.

## Liste des titres
- Toutes les paroles et musiques par Ben Harper.

1. Alone – 3:58
2. The Woman in You – 5:41
3. Less – 4:05
4. Two Hands of a Prayer – 7:50
5. Please Bleed – 4:37
6. Suzie Blue – 4:29
7. Steal My Kisses – 4:05
8. Burn to Shine – 3:34
9. Show Me a Little Shame – 3:44
10. Forgiven – 5:17
11. Beloved One – 4:03
12. In the Lord's Arms – 3:06

## Musiciens
- Ben Harper : chant, guitares

The Innocent Criminals
- Juan Nelson : basse
- Dean Butterworth : batterie
- David Leach : percussions

Musiciens additionnels
- David Lindley : banjo, mandoline, violon sur In the Lord Arms
- Tyrone Downie : claviers sur The Woman In You et Show Me a Little Shame
- Eric Sarafin : piano sur Beloved One, harmonium sur Two Hands of a Prayer
- Nick Rich : Beatbox sur Steal My Kisses
- Suzie Katayama : violoncelle et arrangement des cordes sur Beloved One
- Joel Derouin : premier violon sur Beloved One
- Eve Butler : violon sur Beloved One
- Matthew Funes:  alto sur Beloved One
- Jon Clarke: hautbois, cor anglais sur Beloved One
- The Real Time Jazz Band sur Suzie Blue:
  - David Firman : basse
  - Jim Leigh : trombone
  - Jim Bogen : clarinette
  - Bruce Bishop : guitare
  - Richard Barnes : washboard
  - Michael Fay : banjo

## Charts & certifications
| Pays             | Durée du classement | Meilleur classement |
| ---------------- | ------------------- | ------------------- |
| Australie        | 18 semaines         | 2e                  |
| Belgique (W)     | 2 semaines          | 42e                 |
| Canada           | 13 semaines         | 21e                 |
| États-Unis       | 22 semaines         | 67e                 |
| France           | 36 semaines         | 2e                  |
| Nouvelle-Zélande | 31 semaines         | 5e                  |
| Royaume-Uni      | 1 semaine           | 82e                 |
| Suisse           | 4 semaines          | 34e                 |

| Pays       | Certification | Ventes    | Date       |
| ---------- | ------------- | --------- | ---------- |
| Australie  | Platine       | 75 000 +  | 2000       |
| Canada     | Or            | 50 000 +  | 26/06/2000 |
| États-Unis | Or            | 500 000 + | 29/01/2004 |
| France     | Platine       | 300 000 + | 09/07/2002 |

### Charts singles
| Année | Single          | Chart                   | Durée du classement | Position |
| ----- | --------------- | ----------------------- | ------------------- | -------- |
| 1999  | Please Bleed    | Top 100                 | 3 semaines          | 78e      |
| 1999  | Please Bleed    | RMNZ Singles Top40      | 1 semaines          | 41e      |
| 1999  | Burn to Shine   | Adult Alternative Songs | 18 semaines         | 5e       |
| 2000  | Steal My Kisses | Bubbling Under Hot 100  | 11 semaines         | 11e      |
| 2000  | Steal My Kisses | Adult Top 40            | 26 semaines         | 15e      |
| 2000  | Steal My Kisses | Adult Alternative Songs | 26 semaines         | 1er      |
| 2000  | Steal My Kisses | RMNZ Singles Top40      | 25 semaines         | 2e       |